# 동경심판 (영화)
《동경심판》(東京審判: The Tokyo Trial)은 중국에서 제작된 고군서 감독의 2006년 드라마 영화이다. 유송인 등이 주연으로 출연하였다.

## 출연

### 주연
- 유송인
- 주효천
- 증지위

### 조연
- 정지앙
- 임희뢰
- 곽도
- 증강
- 사군호
- 잉다
- 주효천

## 같이 보기
- 일본이 저지른 전쟁 범죄